# Екзодерма
Екзодерма — зовнішній шар клітин, що виділяється в первинній корі коренів деяких рослин. Екзодерма безпосередньо підстилає ризодерму і характеризується щільним розташуванням клітин і наявністю поясків Каспарі, що перешкоджають апопластичному транспорту водних розчинів в радіальному напрямку.
Вважається, що екзодерміс забезпечує захист від втрати води кореня до ґрунту, а також служить захистом від мікроорганізмів.